# Грассау (Альтмарк)
Грассау (нем. Grassau) — община в Германии, в земле Саксония-Анхальт.
Входит в состав района Штендаль. Подчиняется управлению Бисмарк/Кледен. Население составляет 288 человек (на 31 декабря 2006 года). Занимает площадь 16,17 км².